# Diego López de Zúñiga y Velasco
Diego López de Zúñiga y Velasco (Burgos, ca. 1500-Ciudad de los Reyes, 19 de febrero de 1564), V conde de Nieva y caballero de la Orden de Santiago, fue el cuarto virrey del Perú, cargo que ejerció de 1561 hasta su asesinato ocurrido en 1564, muerte que hasta hoy día está teñida de misterio.

## Datos biográficos
Diego López de Zúñiga y Velasco era hijo de Antonio de Velasco y Enríquez de Lacarra, señor de Arnedo, San Ascencio y de la Torre de Sartaguda (nieto del primer conde de Haro) y de Francisca López de Zúñiga y Monroy, IV condesa de Nieva.
Desde temprana edad se inició en los ejercicios caballerescos, y en armonía con los designios paternos, contrajo matrimonio en 1522 con María Enríquez de Almansa y Ulloa, hija de Francisco Enríquez de Almansa, I marqués de Alcañices, y de Isabel de Ulloa y Castilla, así como hermana de Martín Enríquez de Almansa, VI virrey del Perú. 
Deseoso de hacerse méritos, participó al lado de Carlos V en la Jornada de Túnez en 1535, donde fueron liberados 20 000 prisioneros cristianos. Luego continuó en la campaña italiana de 1535 a 1536. De vuelta a sus posesiones de Burgos, alternó la montería con las aventuras galantes y el juego.
Luego, se incorporó en el séquito del infante Felipe (futuro Felipe II) durante el recorrido que este efectuó por Flandes y Alemania (1548-1550). Cuando dicho príncipe subió al trono en 1555, fue nombrado gobernador y capitán general de Galicia. 
De otro lado obtuvo el título de quinto conde de Nieva de Cameros y le correspondieron los señoríos de Arnedo, Valverde, San Ascencio, Cerezo y la Torre de Sartaguda.

## Elección como virrey del Perú
Debido a la muerte repentina de Diego de Acevedo y Fonseca, quien preparaba su viaje para hacerse cargo del Virreinato del Perú en reemplazo del marqués de Cañete, el rey Felipe II lo reemplazó por el conde de Nieva, despachando el día 15 de diciembre de 1558 las provisiones que lo nombraban como virrey, gobernador y capitán del Perú, así como presidente de la Real Audiencia de Lima.
Por problemas administrativos se retrasó su viaje al Perú, hasta que al fin, rodeado de un numeroso grupo de oficiales, deudos y protegidos, partió el 28 de enero de 1560 desde el puerto de Cádiz. Atravesó el istmo de Panamá en mayo y tras superar unas fiebres tropicales, arribó al puerto de Paita, en la costa norte peruana, desde donde siguió el viaje a Lima por tierra. Hizo su entrada oficial en la capital del Virreinato el 17 de abril de 1561.
El conde de Nieva se distinguió por sus hábitos cortesanos, su desidia para atender los negocios públicos y su codicia. Lima se transformó en escenario de una suntuosa vida cortesana, con ceremonias de espléndido boato, capilla musical y lucimiento de trajes aparatosos, todo lo cual fue reglamentado por el virrey mediante ordenanzas. Su mandato solo duró tres años.

## Marco social
El marco social en que se desenvolvió la administración del conde de Nieva está signado por la incertidumbre y la polémica, que son elementos característicos de los años 1560 peruanos. Es una época de conmoción en las bases políticas, ideológicas y éticas, que promueve la búsqueda de un cambio estructural y de una mejor armonía entre las colectividades española e indígena.
Las resonancias de tal incertidumbre llegaron por cierto hasta la corte española, determinando el envío de visitadores civiles y eclesiásticos al Perú. Desde el punto de vista historiográfico, resalta esta fase por la calidad de los textos que produjeron burócratas, letrados, clérigos o habitantes simples, obras muy apreciables por la densidad de su información, su rigor analítico y la hondura de su pensamiento. En esta época pensaron y escribieron, por ejemplo, fray Domingo de Santo Tomás y el licenciado Juan Polo de Ondegardo.

## El problema de la perpetuidad de las encomiendas
El asunto más importante y complicado con el que tuvo que enfrentarse el conde de Nieva fue si los indios y las tierras podían ser otorgados en perpetuidad a los encomenderos. Los tres comisarios designados para examinar este problema eran Briviesca de Muñatones, Vargas de Carbajal y Ortega de Melgosa. 
Nieva y los comisarios remitieron el 4 de mayo de 1562 un informe conclusivo para la Corona, planteando su propuesta acerca del controvertido problema. Situados en una postura intermedia entre ambas causas en juego –la de los encomenderos y la de los curacas (caciques)–, aconsejaban hacer una división tripartita del conjunto de repartimientos. Un tercio se entregaría perpetuamente a los beneméritos, aunque sin goce de jurisdicción; otro tercio se daría por una sola vida, a fin de recompensar a los vasallos leales a la Corona; y el último tercio quedaría en poder de la Monarquía. Sin embargo, las autoridades peninsulares nunca se animaron a otorgar el disfrute perpetuo de las rentas tributarias, pues temían la formación de una aristocracia indiana bien consolidada, capaz de socavar su dominio.

## Obras urbanísticas en Lima
El virrey López de Zúñiga hizo mejoras importantes en la disposición urbanística de la capital. Mencionaremos las más importantes:
- Se construyeron los primeros portales de la Plaza Mayor de Lima.
- Adjudicó a la ciudad el 16 de noviembre de 1562 en calidad de “propios” un terreno contiguo al de palacio en el que se formaron tiendas y cajones destinados a convertirse en pescadería, bodegones y tabernas.
- Estableció un primitivo sistema de alcantarillado y de desagüe en la capital.
- Expidió un reglamento sobre la plantación de árboles en el interior de las casas. Fue en esos años en que se plantaron los primeros olivos en Lima.
- Inició la obra de dotar a la ciudad de agua potable traída desde un manantial aledaño, pues hasta entonces no se había usado sino el agua del río. Como la obra demorara mucho tiempo y no alcanzaran los recursos del erario público para terminarla, se resolvió aplicar un impuesto sobre las carnes, llamado “impuesto de la sisa”. El agua llegó a la fuente de la Plaza Mayor años después, cuando ya Nieva había fallecido, y fue todo un acontecimiento para la ciudad.

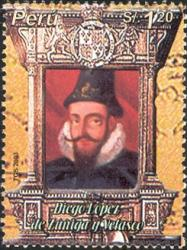
Sello postal peruano con la efigie de Diego López de Zúñiga y Velasco.

## Real patronato
- Se erigió un colegio para niñas pobres bajo la advocación de Nuestra Señora de Atocha, en 1562, por iniciativa de Ana de Solórzano.
- Se concluyó la edificación de la Iglesia de San Sebastián en 1562.
- Se erigió el Hospital de San Lázaro, para la curación de los enfermos de lepra, mal que atacaba principalmente a los esclavos negros (1563). Fue Antón Sánchez quien tomó la iniciativa de fundar tan noble institución, al comprar unos solares y una huerta en la otra banda del río Rímac, en el paraje habitado entonces por unos cuantos indios pescadores, donde resolvió levantar en ellos una pequeña capilla y dos salas para atender a los enfermos. Dicha institución de labor asistencial habría de perdurar hasta los días de la República.
- Se aprobó el funcionamiento del Monasterio de la Encarnación, al que fueron trasladadas las beatas agustinas.

## Empresas de exploración
- Aunque había sido organizada antes de que asumiera el poder el conde de Nieva, debemos mencionar la expedición hacia Omagua y el Dorado comandada por Pedro de Ursúa, quien cruzó el río Amazonas por segunda vez, después de Orellana. Pero uno de los lugartenientes de dicha expedición, el famoso Lope de Aguirre, se rebeló y ejecutó a Ursúa. Aguirre desconoció la autoridad de Felipe II y se proclamó “Príncipe de la libertad de los reinos de Tierra Firme y provincias de Chile”, pero sus propios hombres desencantados lo ejecutaron en 1561.
- El 14 de diciembre de 1561 el virrey ordenó a Gómez de Tordoya explorar el río Tono (hoy río Madre de Dios, al oriente del Cuzco), con la misión de conquistar y poblar todas las tierras situadas 150 leguas hacia levante.  El 24 de diciembre envió en comisión a Juan Nieto a conquistar el territorio de Apolobamba, al oriente del lago de Chucuito (zona montañosa de la actual Bolivia). En 1562 envió a Diego de Alemán a las regiones de los Mojos (N.E. de la actual Bolivia) y en 1563 envió a Melchor Vásquez Dávila al poblado de los Quijos y Canelos (oriente del actual Ecuador). La Corona, sin embargo, en vista del fracaso de la expedición de Úrsua, limitó la prerrogativas virreinales en este asunto y expidió el 13 de julio de 1563 una Ordenanza para limitar la conquistas. A Tordoya se le revocaron sus poderes, mandándosele suspender la jornada. En cuanto a Diego Alemán, tras pasar la cordillera al oriente de Cochabamba, vino a morir a manos de los indios y se deshizo la expedición.

## Fundación de ciudades y villas
El conde de Nieva continuó la política colonizadora de su antecesor, el marqués de Cañete, y ordenó la fundación de nuevas poblaciones en lugares estratégicos, a manera de centros de enlaces con las ciudades ya existentes. Era también una manera de dar ocupación a los vagos y a los numerosos españoles que venían al Perú a buscar fortuna. Mencionaremos las principales poblaciones que fundó, por intermedio de sus subordinados:
- La villa de Arnedo, en el valle de Chancay, a 65 km al norte de Lima, fundado por Luis Flores en un día no precisado de entre el 15 y 31 de diciembre de 1562, siguiendo las instrucciones del virrey cuyo plan era mudar allí la Universidad de San Marcos con el fin de aislar a los estudiantes del ruido de la capital. Recibió el nombre de Villa de Arnedo en recuerdo de un feudo que el virrey poseía en España. Es la actual ciudad de Chancay.
- La villa de Valverde, en el valle de Ica, fundado por el capitán Jerónimo Luis de Cabrera[2] sobre las ruinas de la antigua población de Tacaraca en el año de 1563, desconociéndose el día y el mes (probablemente el 15 de agosto). Su nombre recordaba al de un pueblo español sobre el cual el virrey ejercía señorío. Moraron allí al principio 40 vecinos. Fue conocida también como villa de San Jerónimo, en honor a su fundador. Destruida durante un terremoto ocurrido entre 1568 y 1571, la villa se trasladó al lugar donde actualmente se halla. Es la actual ciudad de Ica.
- La villa de Santiago de Miraflores, en el valle de Saña, 24 leguas al norte de Trujillo, en el camino hacia San Miguel de Piura, fundada por el capitán Baltasar Rodríguez, el 29 de noviembre de 1563. Este poblado, conocido simplemente como Saña, pronto prosperó y se convirtió en uno de los principales centros agrícolas y comerciales del Virreinato, hasta su desaparición en 1720, por una inundación.
- La villa de Nieva (actual San Salvador de Jujuy), en el norte de Argentina, que fue incendiada dos años después por los indios omaguaca.

Poco antes del arribo del virrey había ya sido fundada la ciudad de Santa Cruz de la Sierra, en el extremo suroriental de la provincia de los Charcas, en la actual República de Bolivia. El fundador fue el capitán Ñuflo de Chaves, el 26 de febrero de 1561, tras llegar al mando de una expedición venida desde el Paraguay. El conde de Nieva se limitó a impulsar el crecimiento del nuevo poblado, que hoy es el más importante de Bolivia.

## Auge minero
Bajo el mandato del conde de Nieva fueron dictadas ordenanzas para el trabajo de los yacimientos de plata de Huamanga. El rendimiento de estas minas, sumadas a las de Potosí, hizo que la Real Hacienda experimentara un crecimiento sostenido: se remitió a la Corona un total de 684.287 ducados en metales preciosos. 
En esta época tuvo también lugar el afortunado descubrimiento de las vetas de azogue o mercurio en la región de Huancavelica (1563), de la que existen varias versiones. Una de ellas dice que unos indios de Angaraes, cuyas mujeres usaban el bermellón (mineral que contiene azogue) como cosmético, comunicaron al encomendero Amador Cabrera la existencia de un yacimiento cercano a las minas de Palca, explotadas por el portugués Pedro de Contreras. La segunda versión refiere que en 1563 un indio llamado Gonzalo de Ñahuincopa, curaca del pueblo de Acoria, reveló a Cabrera la existencia de los yacimientos de cinabrio como muestra de gratitud, pues éste había perdonado a su hijo la pérdida de un sombrero valioso usado durante las festividades del Corpus Christi.
Cabrera presentó la denuncia de las minas el 1 de enero de 1564, dándoles el nombre de “La Descubridora”. La denuncia fue amparada y se le otorgó derecho de propiedad. La mina fue llamada posteriormente “Todos los Santos” y finalmente “Santa Bárbara”, y fue durante 150 años la mayor productora de mercurio del mundo.
El azogue o mercurio fue un metal de suma importancia pues servía para beneficiar de manera más provechosa la plata que se explotaba en Potosí y en otros lugares, mediante la técnica de la amalgama. La reglamentación de las labores mineras y la implementación del sistema de la mita se daría algunos años después, ya bajo el gobierno de Francisco de Toledo.

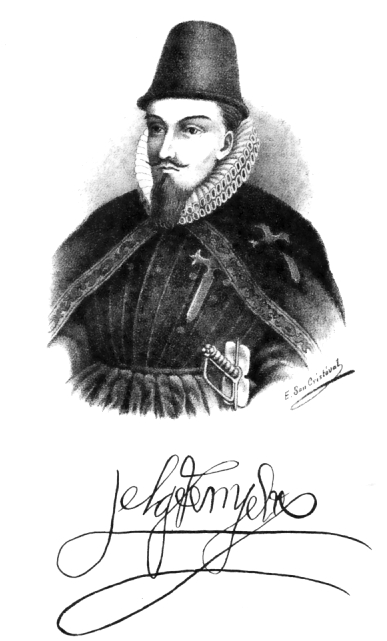
El conde de Nieva y su rúbrica, según grabado de Evaristo San Cristóbal, 1891.

## Otros hechos importantes
- Se abrió juicio de residencia a los oidores que ejercieron interinamente el gobierno del Perú tras la muerte del virrey Andrés Hurtado de Mendoza.
- En septiembre de 1561 se instaló la Real Audiencia de Charcas, propuesta ya una década atrás por Pedro de la Gasca en vista de la riqueza demográfica y económica de las provincias del Alto Perú. Su regente fue el licenciado Ramírez de Quiñónez. En 1563 se decretó también la creación de tribunales semejantes en Quito y Chile, medidas todas que tenían como fin descentralizar el ministerio judicial y descargar de trabajo a los funcionarios asentados en Lima.
- Por cédula de 29 de agosto de 1563 se señalaron los límites jurisdiccionales de la Audiencia de Charcas, que comprendían dentro de ellos la provincia de Tucumán, el país de Mojos y Chunchos, el territorio del Collao y Ayaviri e incluso el territorio del Cuzco, medida esta última que fue derogada en 1573.
- Otro acontecimiento destacado fue el de la lucha sostenida por los mineros de Potosí para librarse de la tutela administrativa de la Ciudad de La Plata, sede de la Audiencia. Para lograr su autonomía bajo el título de Villa Imperial de Potosí, los mineros pagaron a la Corona 79.000 pesos ensayados.
- En una instrucción de 10 de diciembre de 1563 se ordenó disponer la navegación del río Pilcomayo con la intención de establecer el tráfico mercantil entre el Río de la Plata y el Alto Perú, pero el proyecto fracasó.

## Descrédito
Nieva adquirió fama por su tendencia a despilfarrar los caudales públicos, por lo que el Rey, en 1563, prohibió a los oficiales reales de Lima que pagaran los libramientos del virrey sin previa licencia real. Era también ampliamente conocido por sus constantes actos de infidelidad conyugal (había dejado a su mujer en España), lo que obligó a que en la Corte se emitiera la Real Cédula del 27 de febrero de 1563, que por primera vez conminaba a un virrey a vivir con «más recatamiento». 
El descrédito de este virrey ante el Consejo de Indias fue en aumento en la medida que se conoció que él y su hijo Juan recurrían a actos de corrupción y de cohecho para incrementar sus recursos económicos. Se sabe que los mejores oficios públicos fueron confiados al séquito de cuarenta caballeros criados que llegaron con este virrey de España. Todo ello desató el odio del grupo de conquistadores y los hijos de estos, quienes veían al virrey como un advenedizo imbuido de suma arrogancia.

## Muerte misteriosa
La muerte del virrey tuvo lugar en medio de extrañas circunstancias. Sucedió en la madrugada del 19 de febrero de 1564, y la versión que circuló al principio fue que falleció de un fulminante ataque cerebrovascular, que le sobrevino cuando se hallaba durmiendo en su lecho. Sin embargo, pronto se supo que su muerte no había sido natural y circuló la versión de que lo habían encontrado agonizante, esa misma madrugada, en la calle de Trapitos, cercana al Palacio Virreinal (hoy cuadra 2 de la Avenida Abancay). Según esta versión, había sido golpeado rudamente luego de deslizarse furtivamente desde el balcón de una casona mediante una escala de mano, tras haber tenido un encuentro galante con Catalina López de Zúñiga, esposa de Rodrigo Manrique de Lara y a la vez prima del virrey. Los asesinos serían los criados del esposo burlado, quienes lo golpearon con pequeños sacos de arena hasta dejarle desvanecido. El único testigo fue un caballero que vivía en la acera del frente y que en ese momento tomaba el fresco en el balcón de su casa (era verano), un tal Pedro Ortiz de Zárate (hijo del oidor de la primera audiencia de Lima), quien envió a sus esclavos para que averiguaran lo que pasaba. Estos recogieron el cuerpo caído y lo llevaron ante Pedro, quien impactado al reconocer al virrey, informó de inmediato a los oidores. Lo llevaron a su Palacio y estando todavía  casi exánime lo acostaron en su lecho, donde terminó por fallecer.
Muchas otras versiones surgieron en torno a esta extraña muerte. Pedro de Mexía de Ovando, en su obra inédita Memorial Político afirmó que la muerte del virrey fue provocada por un landre o tumor venéreo que le dio en sus genitales, consecuencia de su vida libertina, y que la versión de los golpes con saquillos fue un invento para difamarlo. Al margen de todas las conjeturas que se han venido tejiendo a través de los siglos, es posible afirmar ahora que no fue Rodrigo Manrique de Lara su asesino, ni por causa de su esposa Catalina, pues ninguno de ellos estuvo en el Perú en esos días, de acuerdo a las investigaciones hechas por el historiador José Antonio del Busto.
El conde de Nieva fue sepultado provisoriamente en la iglesia de San Francisco de Lima. Después, su hijo Juan de Velasco solicitó permiso al Cabildo para extraer el cuerpo y llevárselo a San Juan de Estrella en España. Así se hizo, con el beneplácito del arzobispo Jerónimo de Loayza. 
El gobernador Lope García de Castro, quien vino al Perú a reemplazar al conde de Nieva (aunque sin el título de virrey), decidió no continuar con las investigaciones iniciadas por la Audiencia de Lima en torno a la muerte del virrey, al ver que el asunto comprometía no solo el prestigio y el nombre del mismo, sino también de algunas familias poderosas de Lima.

## Matrimonio y descendencia
Contrajo nupcias en 1522 con María Enríquez de Almansa y Ulloa, hija de Francisco Enríquez de Almansa, I marqués de Alcañices, y de Isabel de Ulloa y Castilla, así como hermana de Martín Enríquez de Almansa, virrey de la Nueva España y virrey del Perú.
Fruto de su matrimonio nacieron:
- Beatriz de Velasco, casada con Rodrigo Manuel de Villena y Rojas, señor de Belmonte y Civico (sin descendencia).

- Blanca de Velasco, casada con Álvaro Manrique de Zúñiga y Sotomayor, I marqués de Villamanrique, virrey de la Nueva España, hijo de los duques de Béjar. Fueron padres de:
  - Francisco de Zúñiga y Velasco, II marqués de Villamanrique. Casado con su prima hermana Beatriz de Velasco y Zúñiga, hija de Antonio de Zúñiga y Velasco, VI conde de Nieva, y de Catalina Ramírez de Arellano (con descendencia).

- Antonio de Zúñiga y Velasco, VI conde de Nieva.[1] Casó en 1559 con Catalina Ramírez de Arellano, hija de Pedro Ramírez de Arellano y Zúñiga, y de su sobrina carnal Ana Ramírez de Arellano y Zúñiga, IV condesa de Aguilar de Inestrillas.[1] Fueron padres de:
  - María de Zúñiga y Velasco, VII condesa de Nieva,[1] casada con su primo hermano Francisco Enríquez de Almansa y Manrique, I marqués de Valderrábano,[1] hijo de Martín Enríquez de Almansa y Ulloa, señor de Valderrábano, virrey de la Nueva España y del Perú, y de María Manrique de Lara y Pimentel, a su vez hija de los III marqueses de Aguilar de Campoo, (sin descendencia).
  - Francisca de Zúñiga y Velasco, VIII condesa de Nieva,[1] casada con su pariente Luis de Ulloa y Quiñones, III marqués de la Mota,[1] hijo de Pedro de Ulloa y Quiñones, y de su sobrina carnal Mariana de Ulloa y Pardo de Saavedra, II marquesa de la Mota (con descendencia).
  - Beatriz de Velasco y Zúñiga, casada con su primo hermano Francisco de Zúñiga y Velasco, II marqués de Villamanrique, hijo de Álvaro Manrique de Zúñiga y Sotomayor, I marqués de Villamanrique, virrey de la Nueva España, y de Blanca de Velasco (con descendencia).

- Pedro de Velasco (sin descendencia).

- Sancho de Velasco. Fue caballero de la Orden de Santiago,[6] sin descendencia

- Juan de Velasco, sin descendencia.

- Isabel de Velasco, sin descendencia.